# برایان کلی (موسیقی‌دان)
برایان کلی (به انگلیسی: Brian Kelley) (زاده ۲۶ اوت ۱۹۸۵) خواننده آمریکایی است.
او عضو گروه فلوریدا جورجیا لاین است.